# Одинокая белая женщина
«Одино́кая бе́лая же́нщина» (англ. Single White Female) — американский психологический триллер с элементами эротики 1992 года режиссёра Барбе Шрёдера по сценарию Дона Руса. Экранизация одноимённого романа Джона Лутца (1990). Главные роли исполнили Бриджит Фонда и Дженнифер Джейсон Ли. Сюжет повествует о девушке, которая находит компаньонку для совместного проживания в квартире, однако вскоре сталкивается со странным и угрожающим поведением новой соседки.
Премьера состоялась 14 августа 1992 года. Фильм получил противоречивые отзывы критиков, однако имел кассовый успех и впоследствии приобрёл культовый статус среди кинолент данного жанра. Сиквел под названием «Одинокая белая женщина 2: Психоз» вышел в 2005 году в формате direct-to-video.

## Сюжет
Элли Джонс, самозанятая разработчица программного обеспечения из Нью-Йорка, помолвлена со своим бойфрендом Сэмом Роусоном. Во время звонка бывшей жены Сэма девушка узнаёт о его измене и расторгает помолвку, после чего её утешает сосед Грэм Нокс. Позже Элли встречается с владельцем модного дома Митчеллом Майерсоном, желающим купить её новую революционную программу. Митчелл вынуждает Элли значительно снизить цену программы, и она соглашается.
Элли решает сдать одну из своих комнат и размещает объявление о поиске компаньонки. Ей приглядывается скромная и тихая Хэди Карлсон, и они становятся друзьями. О себе Хэди коротко рассказывает, что она одинока и имела сестру-близнеца, родившуюся мёртвой. Однако вскоре Хэди начинает чрезмерно покровительствовать Элли. Сначала она приносит домой щенка в попытках сблизиться с Элли. Затем Хэди проявляет ревность и считает себя отвергнутой, когда Элли возобновляет отношения с Сэмом. Хэди также не рада скорому переезду Сэма к Элли (сам он живёт в отеле), поскольку тем самым подразумевается, что ей придётся съехать с квартиры. Через какое-то время щенок Хэди якобы случайно выпадает из окна.
Параллельно Элли успешно презентует программу Митчеллу, после чего он манипулятивно пытается её соблазнить, но она сопротивляется и убегает. Хэди решает утешить расстроенную Элли, отправляясь с ней в салон красоты. Там Хэди делает себе причёску и красит волосы, как у Элли. Обеспокоенная Элли, ранее обнаружившая идентичный своему гардероб Хэди, просматривает её другие вещи и узнаёт, что та перехватывала письма от Сэма и удаляла его сообщения с телефона. Она также находит газетную вырезку и выясняет, что настоящее имя Хэди — Эллен Беш, и её сестра-близнец в действительности утонула в девятилетнем возрасте. Затем Элли следит за Хэди в подпольном БДСМ-клубе и понимает, что та маскируется под неё.
Элли приходит к Грэму и рассказывает ему правду о компаньонке, не подозревая, что вернувшаяся домой Хэди подслушивает их разговор через вентиляцию. Хэди проникает в квартиру Грэма и оглушает его. Позже она, прикинувшись Элли, наведывается в отель к Сэму и занимается с ним оральным сексом. Хэди просит Сэма уйти от Элли, но тот отказывается и угрожает всё рассказать последней. В ярости Хэди убивает Сэма, вонзая каблук своей туфли ему в глаз.
Элли узнаёт, что Хэди съезжает с квартиры. Увидев новостной репортаж о смерти Сэма, девушка впадает в истерику, а затем вернувшаяся Хэди берёт её в заложники под дулом пистолета, объясняя, что все поверят в виновность Элли. Чтобы «защитить» Элли, Хэди пытается убедить её, что им нужно бежать. Хэди отводит Элли в квартиру Грэма, лежащего без сознания в ванной, привязывает её к стулу и принуждает купить билеты до Лос-Анджелеса. Когда Хэди отлучается, Элли увеличивает громкость телевизора, привлекая внимание соседей, но та возвращается и пресекает её попытку.
Тем временем Митчелл обнаруживает самоудаление файлов программы Элли из-за просроченного платежа, и бросается искать девушку. Вскоре он находит связанную Элли, но Хэди убивает его. После этого она хочет заставить Элли покончить с собой передозировкой лекарств, на что та атакует Хэди и пытается сбежать. Хэди направляет на неё пистолет, умоляя остаться, но Элли отвергает её. Грэм приходит в себя и нападает на Хэди. Элли силой вытаскивает Хэди из квартиры и убегает, получая ранение в плечо от её выстрела. В ходе их драки Хэди, как ей кажется, насмерть душит Элли. Хэди тащит её в подвал к мусоросжигателю, однако затем обнаруживает, что Элли исчезла. В панике Хэди пытается найти её и распахивает шкаф, считая, что она прячется там. Элли появляется сзади и убивает Хэди отвёрткой.
В эпилоге Элли за кадром рассказывает, что после пережитых событий она двигается дальше. Элли прощает Хэди за убийство Сэма и пытается простить себя за её смерть, заявляя о том, как чувство вины уцелевшего может уничтожить человека. В финальном кадре показываются фотографии лиц Элли и Хэди, объединённых в одно целое.

## В ролях
| Актёр                | Роль                     |
| -------------------- | ------------------------ |
| Бриджит Фонда        | Элли Джонс               |
| Дженнифер Джейсон Ли | Хэди Карлсон / Эллен Беш |
| Стивен Уэбер         | Сэм Роусон               |
| Питер Фридман        | Грэм Нокс                |
| Стивен Тоболовски    | Митчелл Майерсон         |
| Фрэнсис Бэй          | пожилая соседка          |

## Создание
В 1991 году стало известно о будущей экранизации романа Джона Лутца «Одинокая белая женщина». Агент Патриция Карлан, прочитав книгу, порекомендовала её своему клиенту, сценаристу Дону Русу, и получила от него согласие. Вице-президент компании Guber-Peters Productions Майкл Бесман обратился к сценаристу по поводу нового проекта, на что тот предложил ему заняться постановкой последней работы Лутца. После этого Карлан подписала контракт с Русом, а затем продала права на экранизацию Guber-Peters Productions. Вскоре режиссёром был назначен Барбе Шрёдер. По словам Шрёдера, он решил добавить в фильм несколько собственных идей для улучшения исходной версии романа. Например, по его настоянию был введён эпизод с программой Элли, превращающей эскиз в 3D-изображение. Также в фильм были включены элементы эротики, а финальное противостояние между героинями режиссёр сымпровизировал как игру в «кошки-мышки».
На роль Элли рассматривалась Вупи Голдберг, однако в итоге была утверждена Бриджит Фонда. При этом Фонде первоначально предлагали на выбор сыграть Элли или Хэди, и она предпочла «наиболее близкого ей» первого персонажа. Роль Хэди досталась Дженнифер Джейсон Ли. Для подготовки к своей роли актриса изучала работы психоаналитиков Алис Миллер и Мелани Кляйн.
Съёмочный процесс длился с 8 июля по 23 сентября 1991 года и проходил в основном в Нью-Йорке. Здание «Ансония», расположенное в районе Верхний Вест-Сайд, использовалось для эпизодов с внешним видом жилого дома. В съёмках сцен с библиотекой был задействован книжный магазин Rizzoli’s, снесённый в 2014 году. Фильм также частично снимался в студии Raleigh в Лос-Анджелесе. Финал был переснят после провального тестового показа.
Над дизайном фильма работала Милена Канонеро, многократная обладательница премии «Оскар». Она спроектировала интерьеры квартиры Элли и коридоров дома, в основном снятых в студии. Оператор Лучано Товоли экспериментировал с ракурсами съёмок для придания декорациям естественного света. Канонеро также занималась образом персонажей и разработкой костюмов. Для Элли она придумала короткую пышную стрижку, являвшейся обновлённой версией причёски Джейн Фонды в неонуарном фильме «Клют». Ремни на одежде Элли подчёркивали «её попытки держать себя в руках», а оголённые ноги — «уязвимость» героини. Ночные сорочки Хэди были изготовлены компаниями Palace Costumes и Repeat Performance в Лос-Анджелесе. Серебристый плащ и туфли с «заострёнными стальными каблуками», которые надела Хэди в ночь соблазнения Сэма, Канонеро сравнивала с лезвием ножа.
Саундтрек к фильму, написанный Говардом Шором, официально не издавался. В киноленте прозвучал известный трек «Sadeness (Part I)» проекта Enigma и кавер-версия песни дуэта Jon and Vangelis «State of Independence», переделанная группой Moodswings с вокалом Крисси Хайнд.

## Приём

### Оценки
Общая оценка фильма была неоднозначной. Винсент Кэнби (The New York Times) положительно отозвался о картине, как о неплохой попытке создать «плавный, увлекательный и невероятно утончённый» триллер. Роджер Эберт (Chicago Sun-Times) сдержанно-положительно оценил режиссёрскую манеру Шрёдера, которая не отпускает внимание зрителя. Следующие одна за другой ложные концовки Эберт назвал удачной находкой создателей киноленты. Впрочем, по его мнению, фильм строго на любителя жанра «слэшер».
Питер Трэверс (Rolling Stone) очень невысоко отозвался о художественных достоинствах фильма, указав, что его проблемы начались с «пустого» сценария. Дессон Хоу (The Washington Post) в своей рецензии назвал картину «второсортной бредовой поножовщиной». Критик высказал удивление по поводу того, что столь интересный режиссёр, как Шрёдер, оказался замешан в этой «полной глупости». При этом преимуществом фильма Хоу счёл актёрскую игру Бриджит Фонды и Дженнифер Джейсон Ли:

Если у Шрёдера и были некие творческие претензии, они затерялись в затянувшейся финальной женской разборке на ножах. Картина совершенно схематична и следует формулам, хотя местами встречаются неплохие моменты. Проблема в том, что эти отдельные вспышки только выделяются, но не вытягивают фильм. Вы смотрите на это с холодной интригой, иногда удивляясь, вместо того, чтобы напугаться или быть застигнутым врасплох — даже когда нападающий поднимает свою окровавленную, предсказуемую руку.
Оригинальный текст (англ.) If Schroeder has any artistic pretensions, they're long gone by the finale, a prolonged, woman-to-woman, stabbing-utensil kinda thing. The movie's ultimately a schematic, formula-driven exercise, but it's punctuated regularly enough with good moments. The trouble is, those highlights stand out. They should equal the whole movie. You watch this thing coolly intrigued and sometimes amused, rather than terrified and taken in — even when the stabbing raises its bloody, predictable hand.

### Анализ и культурное влияние
Психиатр Дэвид Дж. Робинсон в своей книге Reel Psychiatry: Movie Portrayals of Psychiatric Conditions описывал Хэди как персонажа, имеющей пограничное расстройство личности. Она страдает от заметно нарушенного чувства идентичности и пытается исправить это, переняв полезные качества своей соседки по комнате. Подразумевается, что Хэди чувствует в себе глубоко укоренившуюся пустоту, в то время как её страх быть брошенной приводит к решительным мерам. Рич Юзвяк из Jezebel писал, что у Хэди явно не показано психическое нарушение, и она имеет признаки «обобщённого сумасшествия», граничащего с пограничным расстройством. При этом Юзвяк сравнил «Одинокую белую женщину» с фильмами «Роковое влечение» и «Рука, качающая колыбель», сочтя работу Шрёдера преемником концепции о том, что психические заболевания заставляют людей совершать ужасные поступки.
Большинство критиков усмотрело в работе Барбе Шрёдера попытку следовать сложившимся традициям жанра. Картина снята под большим влиянием Альфреда Хичкока («Головокружение») и Романа Полански («Ребёнок Розмари»). Съёмка в готической, камерной манере, в пределах просторного здания со старинными лифтами и широкими пролётами, по мнению критиков, является явным реверансом Полански.
Фильм вышел в эпоху «золотого века» эротических триллеров и стал культурным эталоном для более поздних кинолент данного жанра, а в последующие годы приобрёл культовый статус.

## Награды и номинации
| Награда                        | Категория           | Имя                  | Результат |
| ------------------------------ | ------------------- | -------------------- | --------- |
| MTV Movie Awards               | Лучший злодей       | Дженнифер Джейсон Ли | Победа    |
| Ассоциация кинокритиков Чикаго | Лучшая женская роль | Дженнифер Джейсон Ли | Номинация |

## Будущее
В 2005 году вышло продолжение в формате direct-to-video «Одинокая белая женщина 2: Психоз» с Кристин Миллер, Эллисон Лэнг и Брук Бёрнс в главных ролях. Сиквел получил крайне отрицательные отзывы критиков.
В декабре 2016 года NBC объявил о разработке телеадаптации фильма, однако дальнейших сообщений о перезапуске не поступало.
В марте 2025 года стало известно о начале производства ремейка фильма. Главные роли получили Дженна Ортега и Тейлор Расселл, они также были назначены исполнительными продюсерами проекта.